# Mads Thychosen
Mads Thychosen, né le 27 juin 1997 à Vejle au Danemark, est un footballeur danois qui évolue au poste d'arrière droit à l'AIK Solna.

## Biographie

### Vejle BK
Né à Vejle au Danemark, Mads Thychosen est formé par le club de sa ville natale, le Vejle BK. Le club évolue en deuxième division danoise lorsqu'il fait ses débuts en professionnels le 6 octobre 2013, à seulement 16 ans, face au Hvidovre IF en championnat. Son équipe s'impose sur le score de deux buts à zéro ce jour-là.

### FC Midtjylland
Le 25 août 2014, Mads Thychosen est recruté par le FC Midtjylland, où il doit dans un premier temps intégrer l'équipe U19. Il fait sa première apparition en équipe première le 25 octobre 2015 contre le Brøndby IF, en championnat. Il entre en jeu lors de cette rencontre perdue par son équipe (2-1 score final).

### FC Nordsjælland
Le 8 août 2018, Mads Thychosen s'engage avec le FC Nordsjælland, pour un contrat de quatre ans,. Il joue son premier match sous ses nouvelles couleurs le 16 août 2019, lors d'une rencontre de championnat face à l'Odense BK. Il se distingue en marquant également son premier but, ouvrant le score sur un service de Magnus Kofod Andersen, les siens s'imposant par deux buts à zéro lors de cette partie.

### Retour au FC Midtjylland
Le 31 janvier 2022, dernier jour du mercato hivernal, Mads Thychosen fait son retour dans son club formateur, le FC Midtjylland, où il signe un contrat courant jusqu'en juin 2025,.
Le 16 mai 2022, Thychosen se fait remarquer en marquant deux buts lors d'une rencontre de championnat face au Silkeborg IF. Titulaire ce jour-là, il participe à la victoire de son équipe par quatre buts à un,.

### AIK Solna
Le 30 juin 2023, Mads Thychosen rejoint la Suède afin de s'engager en faveur de l'AIK Solna. Il signe un contrat courant jusqu'en décembre 2025.

### En sélection nationale
Mads Thychosen compte cinq sélections avec l'équipe du Danemark des moins de 17 ans, tous joués en 2013.
Mads Thychosen fête sa première sélection avec l'équipe du Danemark espoirs le 22 mars 2018 face à l'Autriche, en match amical. Il est titulaire au poste d'arrière gauche dans une défense à cinq ce jour-là, et le Danemark s'impose largement sur le score de cinq buts à zéro.
Le 19 janvier 2019, il délivre sa première passe décisive avec les espoirs, lors d'une rencontre amicale face au Mexique (défaite 2-1).

## Palmarès
FC Midtjylland
- Coupe du Danemark
  - Vainqueur en 2022.